# Jack Perry
Jack Perry (* 15. Juni 1997 in Los Angeles) ist ein professioneller US-amerikanischer Wrestler, der bis Juli 2023 unter dem Ringnamen Jungle Boy auftrat. Er steht derzeit bei All Elite Wrestling unter Vertrag. Seine größten Erfolge sind der Erhalt der AEW Tag Team Championship und der AEW TNT Championship.

## Privatleben
Jack Perry ist der Sohn der Schauspieler Luke Perry und Rachel Sharp. Schon als Kind war Perry begeistert von Wrestling und besuchte mit seinem Vater WWEs Summerslam 2009.

## Wrestling-Karriere

### Anfänge (2015–2019)
Sein professionelles Debüt hatte Perry im Jahr 2015 bei Underground Empire Wrestling. Am 20. November 2016 gewann er den West Coast Cruiser Cup und am 17. August 2018 den All Pro Wrestling Junior Heavyweight Championship, seinen ersten professionellen Titel. Im Februar 2019 formte er gemeinsam mit Luchasaurus das Tag Team „A Boy and His Dinosaur“.

### AEW (seit 2019)
Im Januar 2019 unterschrieb Perry einen Vertrag bei All Elite Wrestling. Sein Debüt folgte am 25. Mai 2019 im Casino Battle Royale bei der Pre-Show von Double or Nothing. Nachdem AEW ankündigte, auch Luchasaurus unter Vertrag genommen zu haben, hatten Perry und er das erste gemeinsame Tag Team Match am 13. Juli 2019 bei Fight For The Fallen. Am 31. August 2019 bei All Out traten sie zusammen mit Marko Stunt auf, wodurch die drei fortan als das Stable Jurassic Express bekannt wurden. Am 5. Januar 2022 konnten Jungle Boy und Luchasaurus den AEW World Tag Team Titel gegen The Lucha Brothers gewinnen. Diesen verloren sie am 15. Juni 2022 gegen The Young Bucks. Nach dem Match wurde Jungle Boy von Christian Cage attackiert. Luchasaurus hatte zwei Wochen nach diesem Vorfall einen gemeinsamen Auftritt mit Christian Cage, was das Ende für Jurassic Express bedeutete.

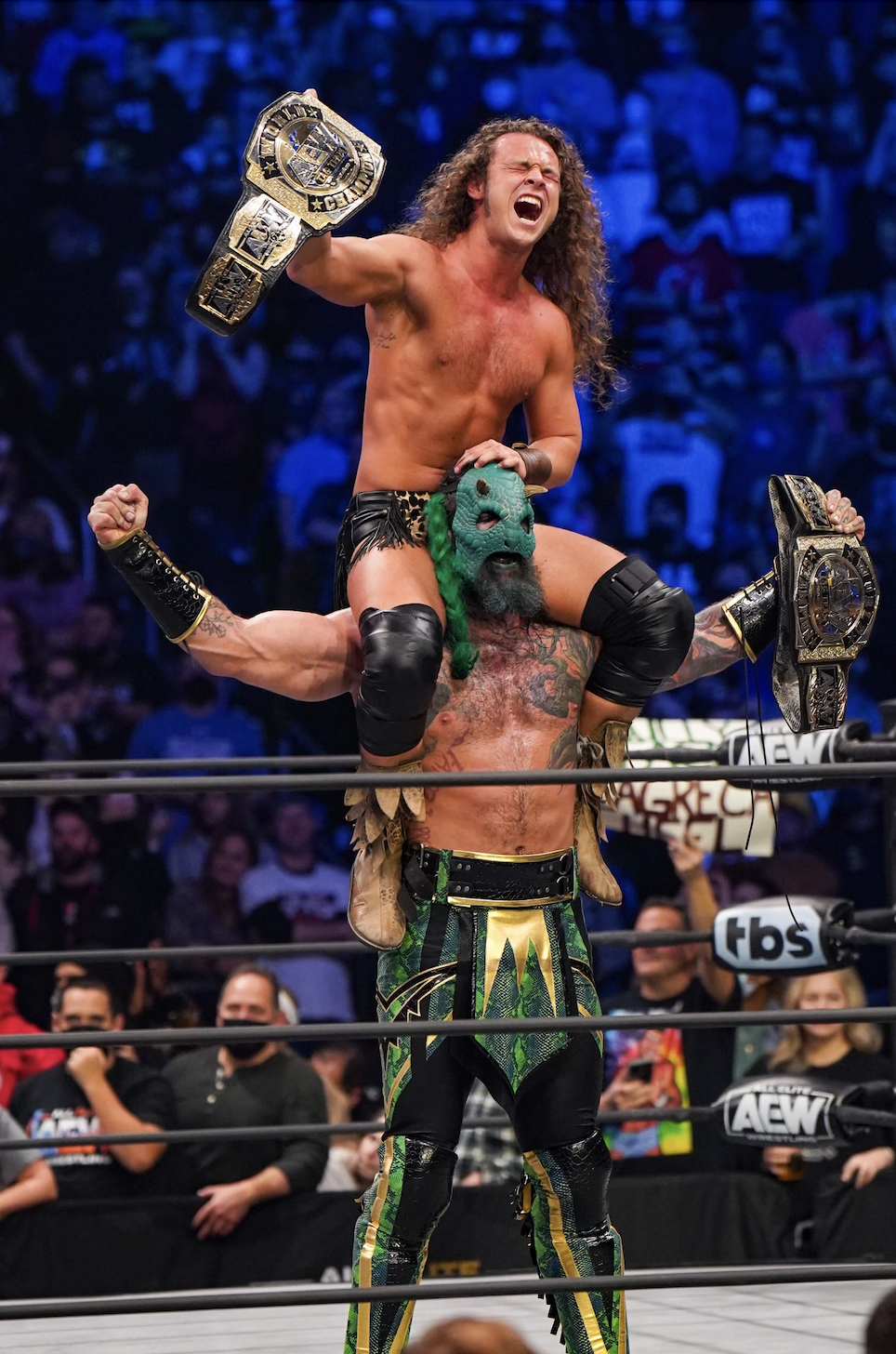
Jurassic Express als AEW Tag Team Champions

Im Anschluss trat Jungle Boy als Singles-Wrestler auf und formte gelegentlich mit Hook das Team Junglehook. Am 25. Juni 2023 verlor er bei Forbidden Door gegen Sanada und attackierte im Anschluss Hook. Damit turnte er erstmals in seiner Karriere Heel. Im Anschluss trennte er sich von einem Jungle Boy Gimmick und trat unter seinem bürgerlichen Namen Jack Perry auf. Als neues Entrance-Theme wähle er die 5. Sinfonie von Ludwig van Beethoven.

## Trivia
- Jungle Boy erlangte seinen Namen aufgrund seiner Ähnlichkeit zu Tarzan.
- Seine Einlaufmusik war bis 2023 Tarzan Boy von Baltimora.[9]

## Titel und Auszeichnungen
- All Elite Wrestling
  - AEW World Tag Team Championship (1× mit Luchasaurus)[10]
  - AEW TNT Championship (1×)
  - FTW Championship (1×)
  - Men’s Casino Battle Royale 2021[11]
- All Pro Wrestling
  - Junior Heavyweight Championship (1×)[12]
- Pro Wrestling Revolution
  - PWR Tag Team Championships (1× mit El Prostipirugolfo)[12]
- DDT Pro Wrestling
  - DDT Iron Man Heavy Metal Championship (1×)[12]
- Pro Wrestling Illustrated
  - Rang Nummer 69 von den Top 500 Singles-Wrestlern im PWI 500 2021[13]
- Wrestling Observer Newsletter
  - Rookie des Jahres 2019[14]